# Jan Bernard van Heek
Jan Bernard (Bernard) van Heek (Enschede, 18 november 1863 - Rutbeek, Enschede, 31 januari 1923) was een Nederlandse textielfabrikant en lid van de familie Van Heek uit Enschede.
Van Heek werd vooral bekend doordat hij in de directie van Van Heek & Co plaatsnam en door zijn plannen voor de oprichting van het Rijksmuseum Twenthe (toen nog Oudheidkamer Twente geheten), waar hij zijn collectie schilderijen wilde onderbrengen. Het gebouw en de collectie werden na zijn dood aan het Rijk geschonken door zijn vrouw en familie.
Jan Bernard van Heek was een zoon van Gerrit Jan van Heek en de oudste halfbroer van Jan Herman van Heek. Hij trouwde op 20 juni 1900 met Edwina Burr Ewing. In 1908 betrokken zij hun buitenverblijf Zonnebeek buiten Enschede.
In de periode 1910-1914 was hij lid van de Staatscommissie over de Werkloosheid.
Hij maakte een stel van zijn vrienden enthousiast voor voetbal in 1885 en dat was de aanleiding voor de oprichting van de E.F.C. (Enschedesche Football Club) op 30 juni van dat jaar. Samen met Wim Zonneveld publiceerde Jan Luitzen in 2025 het boek Textielvoetbal. E.F.C. Prinses Wilhelmina. De vlegeljaren 1885-1900, dat precies over deze voetbalpioniersperiode gaat. Vrijwel al Van Heeks voetbalvrienden kwamen uit andere bekende textielfamilies zoals Blijdenstein, Jannink, Beltman en Ten Cate.
In 1921 kocht hij Wissinks Möl om die in het Buurserzand te zetten en daar een openluchtmuseum van te maken. Dat laatste is er niet van gekomen.
Van Heek is begraven op de Algemene Oosterbegraafplaats in Enschede.
- International Standard Name Identifier: 0000 0003 9692 7101
- Nederlandse Thesaurus van Auteursnamen: 07054297X
- Virtual International Authority File: 291992962
- WorldCat: E39PBJccc3XxHxFRCbrXWrY773